# 飯田隆裕
飯田 隆裕（いいだ たかひろ、1987年8月12日 - ）は、日本の俳優。アレ及び劇団スパイスガーデン所属。
千葉県千葉市出身。

## 出演

### テレビドラマ
- ザ・クイズショウ（ゴールデン版）（2009年、日本テレビ） - レギュラー
- 深夜食堂 第1・6話（2009年、毎日放送/TBS）
- TAXMEN 第9話（2010年、TOKYO MX/tvk）
- プロゴルファー花（2010年、ytv/日本テレビ）
- 宇宙犬作戦 第11話（2010年、テレビ東京）
- ザ・ミュージックショウ（2011年、日本テレビ）
- ウルトラゾーン 第17話「メフィラスの食卓（前編）」（2012年、tvk） - 弁当を捨てた男 役
- 孤独のグルメ Season1 第3話（2012年1月18日、テレビ東京） - 中華料理屋の店員 役
- イタズラなKiss〜Love in TOKYO（2013年、フジテレビTWO） - 銅蔵 役
- 刑事7人 第2シリーズ 第4話（2016年8月3日、テレビ朝日） - 中村一哉 役
- 麒麟がくる（2020年、NHK大河ドラマ）
- 孤独のグルメ 2020大晦日スペシャル（2020年12月31日、テレビ東京） - 中華料理屋の店員 役

### 映画
- シャッフル（2011年）

### 配信ドラマ
- 20-Cry 第2話（2008年）
- 春休みの恋人（2011年、フジテレビONE/フジテレビTWO/フジテレビ On Demand） - 勅使河原はじめ 役（レギュラー）
- シークレットガールズ（2011年） - 写真のみ
- 電報日和 第5話（2011年、フジテレビ）
- ラヴコンシェル 第2週「明日の彼女、あさっての彼」（2012年12月、NOTTV）
- 我愛你 in TOKYO（2014年、ネスレシアター on YouTube） - 啓太 役

### 舞台
- TEAM NACS ニッポン公演「WARRIOR〜唄い続ける侍ロマン」

### MV
- テルさん（永野輝光） - 「LOVE ME TENGA」（2015年）[1]